# Шаланда, Ханс
Ханс Ша́ланда (нем. Hans Schalanda; 7 февраля 1921, Вена, Австрия — 26 марта 1945, Кюстрин, Германия) — немецкий военный лётчик-ас, участник Второй мировой войны, совершивший 933 боевых вылета.

## Биография
Поступил добровольцем в Люфтваффе. После обучения в лётной школе пилотированию бомбардировщика получил звание лейтенанта и в марте 1941 года был направлен на выполнение первой боевой задачи — на занятую британцами Мальту. Затем был переведён в Северную Африку, где отличился, потопив транспортный корабль водоизмещением 4000 тонн в порту Тобрука.
С июня 1941 года был переброшен на Восточный фронт. Принимал участие в сражениях под Бобруйском, Ковелем, Киевом, Смоленском, Москвой, Демянском и на Кавказе.
С июля 1943 года — командир эскадрильи. В этом качестве принимал участие в боях под Ригой и Елгавой, при подавлении Варшавского восстания и обороне Восточной Пруссии. С 1 июня 1944 — гауптман.
Был сбит советской противовоздушной обороной и погиб 26 марта 1945 года при попытке атаковать танковую колонну вблизи города Кюстрина.
К апрелю 1943 года совершил 580 боевых вылетов, к началу августа — 700, на 15 мая 1944 года — 800, на момент гибели совершил 933 боевых вылета. Был дважды ранен и семь раз сбит.

## Награды
- Почётный Кубок люфтваффе — 1 апреля 1942[1][2].
- Немецкий крест в золоте — 15 июня 1942[1][2].
- Рыцарский крест железного креста — 3 апреля 1943, после совершения 581 боевого вылета[1][2][3].
- Рыцарский крест железного креста с дубовыми листьями — 24 октября 1944, став 630-м награждённым[1][2][3].